# Præriens Vovehals
Præriens Vovehals er en amerikansk stumfilm fra 1918 af Lambert Hillyer og William S. Hart.

## Medvirkende
- William S. Hart - Jefferson "Riddle" Gawne
- Katherine MacDonald - Kathleen Harkness
- Lon Chaney - Hame Bozzam/ Watt Hyat
- Gretchen Lederer - Blanche Dillon
- Gertrude Short - Jane Gawne